# Saajan
Saajan (hindi: साजन, nastaliq:ساجن) è un film indiano del 1991 diretto da Lawrence D'Souza e interpretato da Sanjay Dutt, Madhuri Dixit e Salman Khan. È stato distribuito il 30 agosto 1991 ed è vagamente ispirato alla pellicola francese del 1990 Cyrano de Bergerac. Il film è stato il maggiore incasso ai botteghini indiani del 1991.

## Trama
Aman (Sanjay Dutt), un orfano zoppo e impoverito, durante la sua infanzia viene aiutato dall'amico ricco Akash Verma (Salman Khan). I genitori di Akash adottano Aman dandogli il proprio nome, così i due ragazzi crescono come fratelli. Mentre Akash è un donnaiolo, Aman comincia a scrivere poemi con lo pseudonimo di Sagar e, in seguito alla loro pubblicazione, diviene famoso. Tra i suoi ammiratori c'è la giovane Pooja Saxena (Madhuri Dixit) che intrattiene un rapporto epistolare con Sagar. Akash però incontra Pooja e se ne innamora perdutamente. Quando lo viene a sapere, Aman suggerisce ad Akash di fingersi Sagar, e a quel punto anche Pooja s'innamora di Akash. Aman, affranto dal dolore, riflette sul fatto che le donne, anche se attirate dalla sua poesia, non ammetteranno mai apertamente di amarlo dopo aver conosciuto il suo handicap. Attraverso una complessa serie di eventi Akash scopre che Aman ama Pooja e che è lui il vero Sagar. Messo alle strette, Aman deve ammetterlo e Pooja, presente all'incontro, rimane sconvolta ma Akash riesce a convincerla e alla fine Pooja accetta Aman.